# 代碼頁936
代碼頁936（Codepage 936）是Microsoft的簡體中文字元集標準，是東亞語文的四種雙位元組字元集（DBCS）之一。其最初版本和GB 2312一模一樣，但在推出Windows 95時擴展成GBK。
現時中國大陸強制要求所有軟件皆要支援GB 18030（Microsoft稱之為代碼頁54936）。

## 外部連結
- Microsoft's Reference for Codepage 936[永久]
- Mapping of Codepage 936 to Unicode（页面存档备份，存于）